# Seattle Challenger 1988
Il Seattle Challenger 1988 è stato un torneo di tennis facente parte della categoria ATP Challenger Series nell'ambito dell'ATP Challenger Series 1988. Il torneo si è giocato a Seattle negli Stati Uniti dal 1 al 7 agosto 1988 su campi in cemento.

## Vincitori

### Singolare
Glenn Layendecker ha battuto in finale  Johan Carlsson con il punteggio di 6–2, 6–4

### Doppio
Buff Farrow /  Jim Gurfein hanno battuto in finale  Patrick Galbraith /  Brian Garrow con il punteggio di 6–1, 6–4